# Eumicrotremus phrynoides
Eumicrotremus phrynoides är en fiskart som beskrevs av Gilbert och Burke 1912. Eumicrotremus phrynoides ingår i släktet Eumicrotremus och familjen sjuryggsfiskar. Inga underarter finns listade i Catalogue of Life.